# Liste der Bodendenkmale in Holenberg
In der Liste der Bodendenkmale in Holenberg sind die Bodendenkmale der niedersächsischen Gemeinde Holenberg aufgeführt. Die Quelle ist der Denkmalatlas Niedersachsen. 

Holenberg im Landkreis Holzminden

Der Stand der Liste ist der 30. Januar 2025.

## Allgemein
In den Spalten finden sich folgende Informationen des Bodendenkmales:
| Lage         | geographische Koordinaten                                                           |
| Bezeichnung  | Bezeichnung lt. Denkmalatlas                                                        |
| Beschreibung | Beschreibung lt. Denkmalatlas                                                       |
| ID           | Objekt-ID                                                                           |
| Bild         | Bild, ggf. zusätzlich mit Link zu weiteren Fotos im Medienarchiv Wikimedia Commons. |

## Holenberg
| Lage                        | Bezeichnung            | Beschreibung | ID       | Bild |
| --------------------------- | ---------------------- | --- | -------- | ---- |
| 51° 55′ 19″ N, 9° 34′ 17″ O | Holenberg 4, Glashütte | Erdhügel von 9 m Durchmesser und ca. 0,7 m Höhe auf kleiner, baumfreier Fläche, im dichten Gestrüpp schwer einsehbar. Schlacken liegen auf der Oberfläche. | 28968193 | BW   |